# Austind
Austind   (Bordeus, c. 1000 - Auch, 26 de juliol de 1068) en llatí Austindus, va ésser un bisbe d'Auch. Venerat com a sant, la seva festivitat té lloc el 26 de juliol i, a Aush, el 25 de setembre.

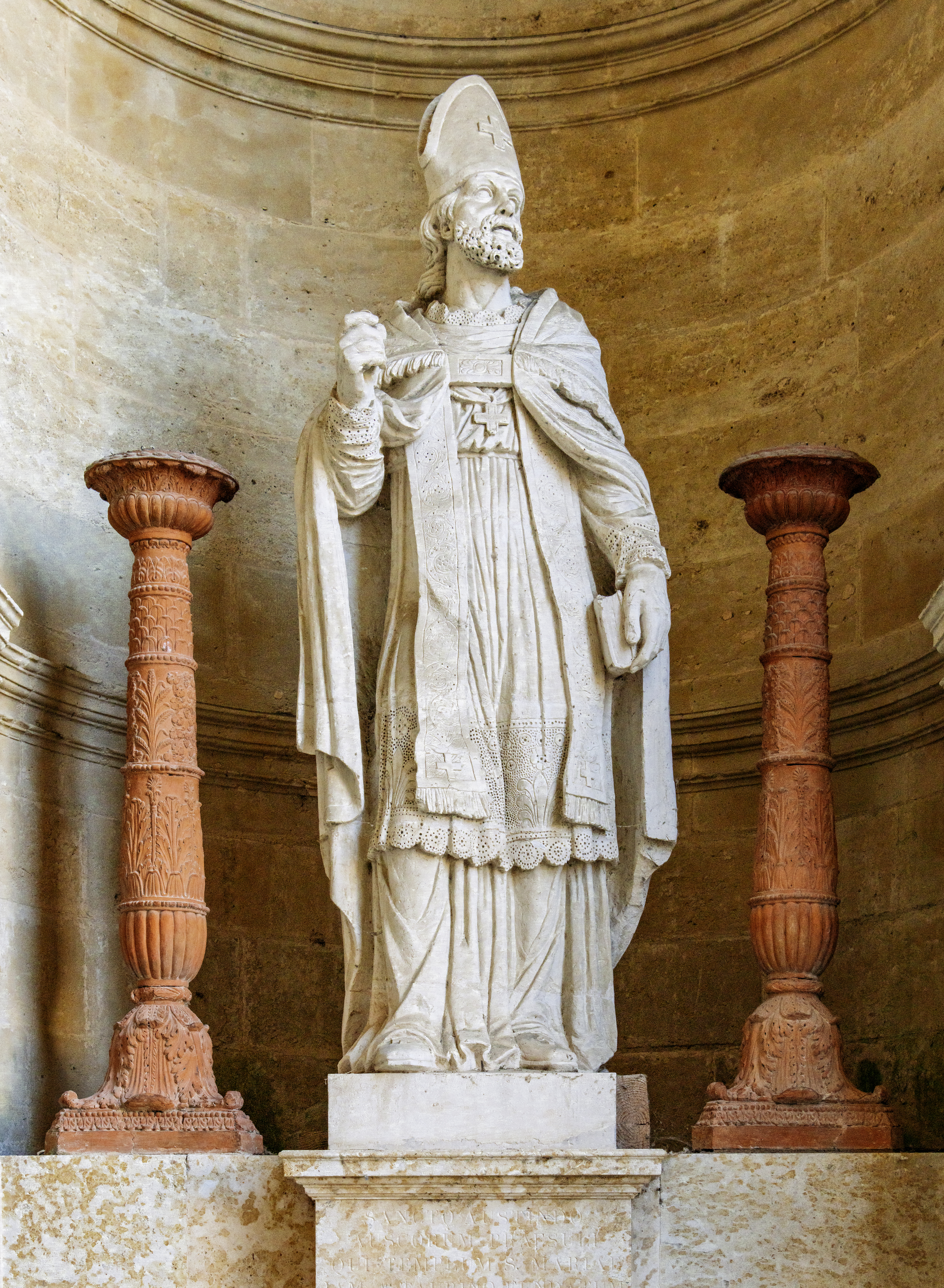
Catedral d'Auch - Pòrtic d'entrada - estàtua de Sant Austinde de Gervais Drouet.

Austind havia nascut a Bordeus cap a l'any 1000. Va ingressar al monestir benedictí de Sant Orens d'Auch, on va ésser abat fins que fou elegit bisbe de la ciutat en 1042. Va tenir un paper important en la implantació de la reforma gregoriana a la Gascunya, introduint l'orde de Cluny a Sant Orens. Va acabar amb les males pràctiques del bisbe Raimon el Vell d'Aira (Landes), que s'havia apropiat de set bisbats gascons i governà amb rectitud el seu territori. La tasca de reforma implicà un gran nombre de concilis provincials i sínodes diocesans, en els quals va defensar la independència de l'Església enfront dels senyors d'Armanyac, la qual cosa el portà a haver de retirar-se durant dos anys a Reims.
Després va presidir diversos consells regionals, a Jaca el 1060 per donar suport als cristians d'Espanya contra els musulmans, i a Saint-Sever el 1061 per rellançar el domini benedictí.
En segles anteriors, el debilitament del poder reial havia permès a la noblesa envair els drets de l'Església i posseir moltes esglésies. La reforma gregoriana pretenia, entre altres coses, oposar-se a aquest estat de coses. Raymond Copa ja havia treballat per a la restitució de la propietat de l'Església i Austinde va continuar aquesta acció. Aviat va sorgir la fricció entre l'arquebisbe i el comte Aymeric II de Fézensac, que havia succeït al seu pare Guillaume Astanove. La situació es va fer insostenible per Austinde que va haver d'exiliar-se amb Gervais, arquebisbe de Reims. Es van pronunciar excomunicacions i la diòcesi d'Auch es va posar sota interdit, de manera que la noblesa s'havia de sotmetre. Austinde va tornar a la seva diòcesi el 1068.
Acompanyat d'Hugues le Blanc, cardenal llegat del papa, va presidir un darrer concili d'Auch el 1068, i va morir el 25 de setembre de 1068, l'endemà d'haver tingut un sínode. Fou sebollit a la catedral d'Aush.
Va fer reconstruir la catedral cap al 1062, afegint-hi el claustre i les dependències per als canonges, i que es consagrarà el febrer de 1121. Fundà la vila de Nogaro i hi establí la col·legiata de Sant Nicolau, de canonges regulars, la primera de la diòcesi.

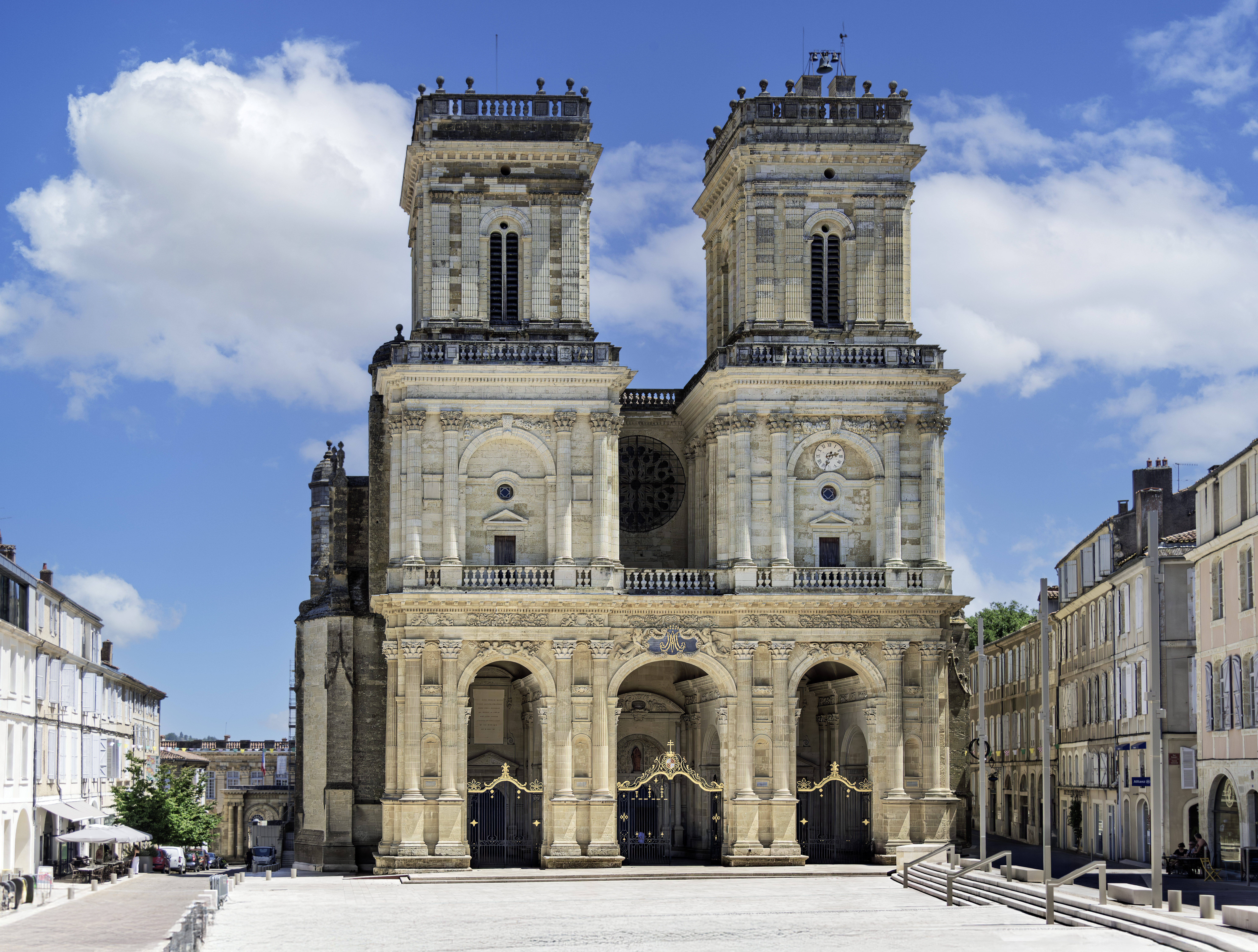
Catedral d'Aush, façana del s. XVI.